# Minyas
Minyas (grekiska: Μινύας) var i grekisk mytologi en sagokung över minyerna, berömd för sin rikedom. En väldig rundbyggnad, en uråldrig gravkammare, varav lämningar ännu finns att se i närheten av det forna Orchomenos i Boiotien, betecknades av forntidens greker som kung Minyas skattkammare.